# 白砂山
白砂山（しらすなやま）は、長野県・新潟県・群馬県の3県の境に位置する山である。標高は2,139.7m。日本二百名山および越後百山、信州百名山、ぐんま百名山に選定されている。

## 登山
群馬県六合村側の野反湖展望台兼案内所を登山口とするコースと、同じく中之条町の野反峠休憩舎を登山口とし八間山を経由するコースがある。山頂までは4〜5時間を要する。国土地理院発行の2万5千分の1地形図には、佐武流山との間に歩道の表記があるが、現在は荒廃しているため、通行できない。登山道は比較的なだらかで初心者でも登りやすく、道も良く整備されている。また、景色も良い。

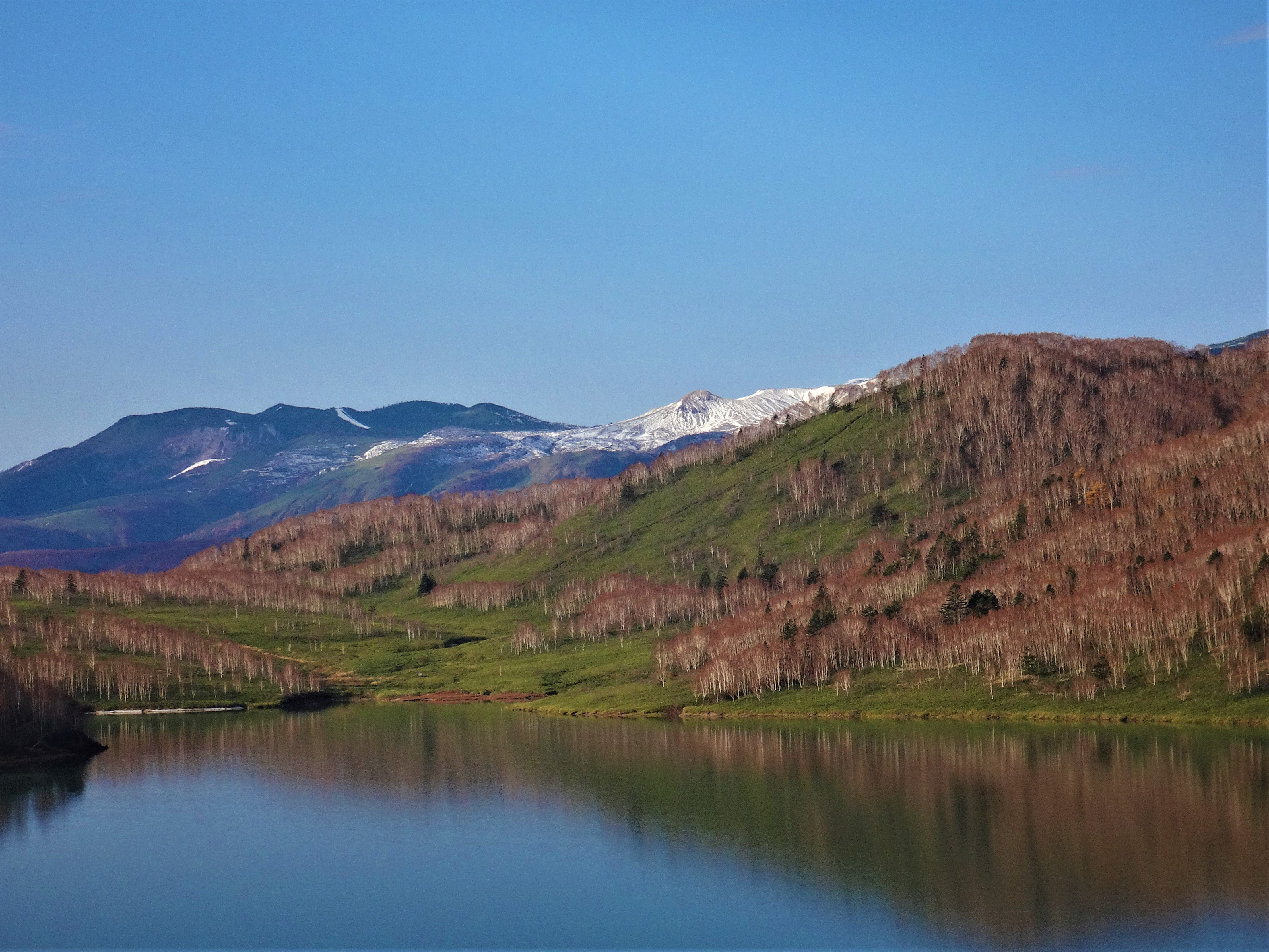
登山口付近の野反湖から草津白根山を望む
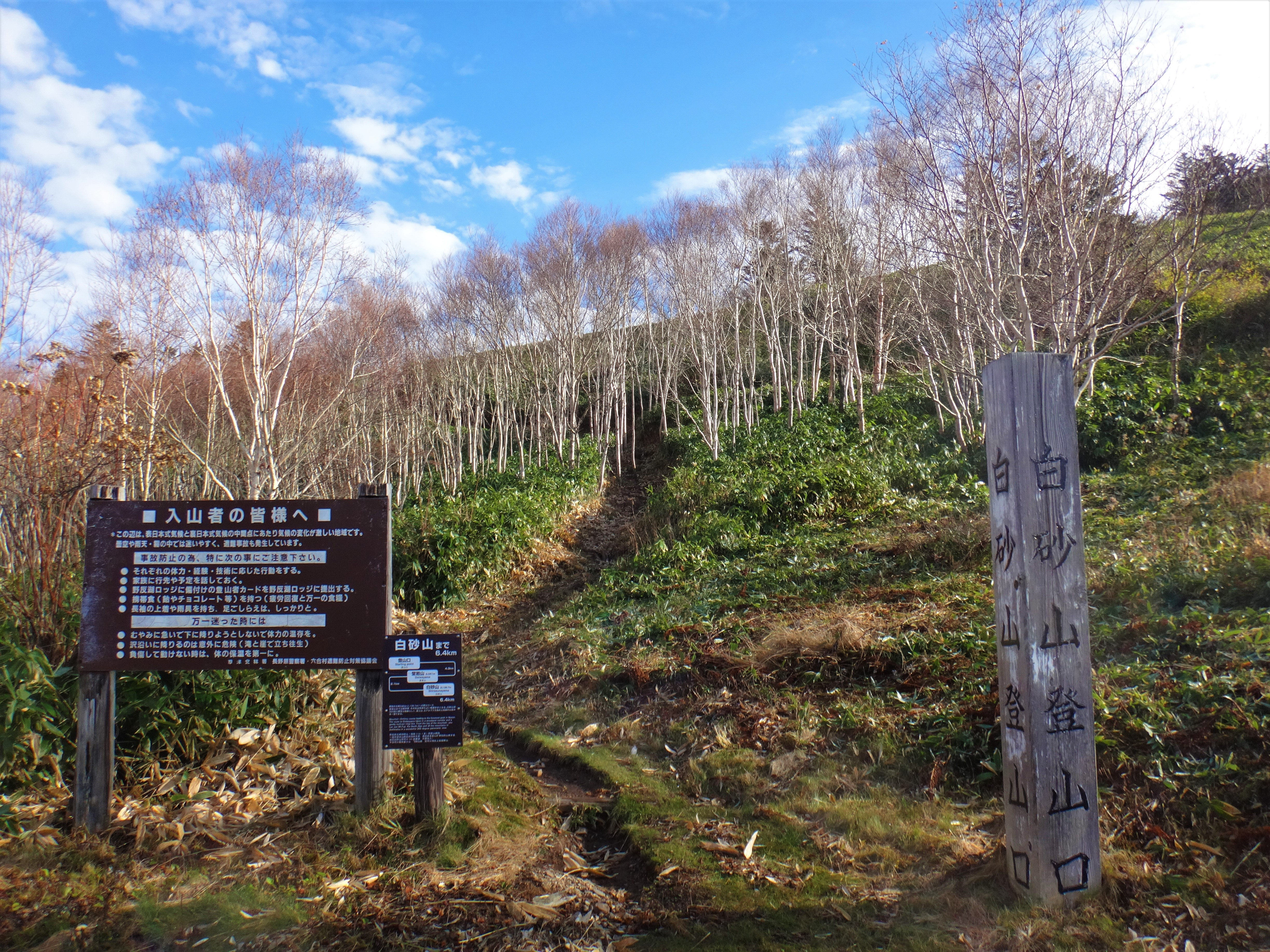
白砂山登山口
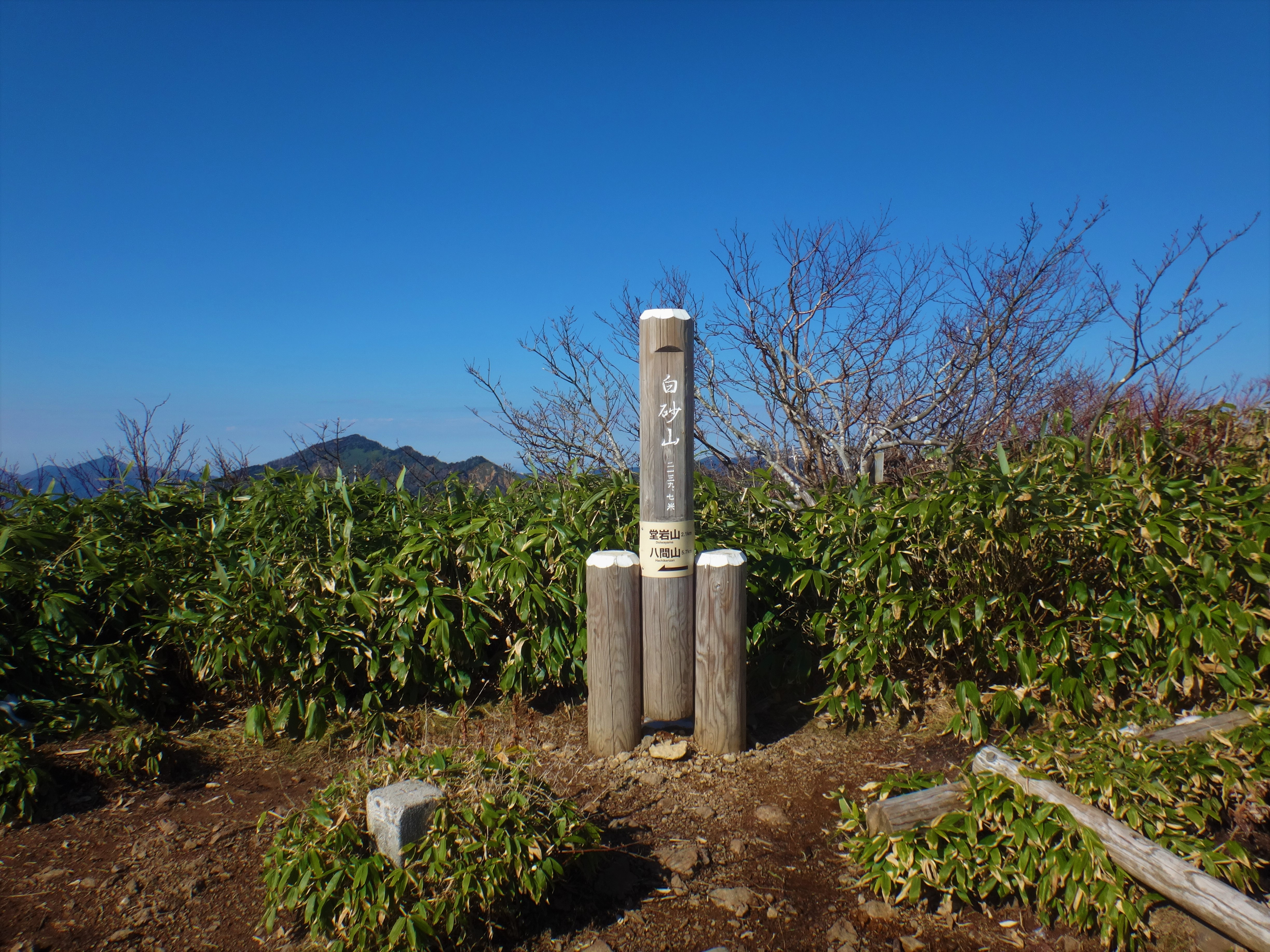
白砂山山頂
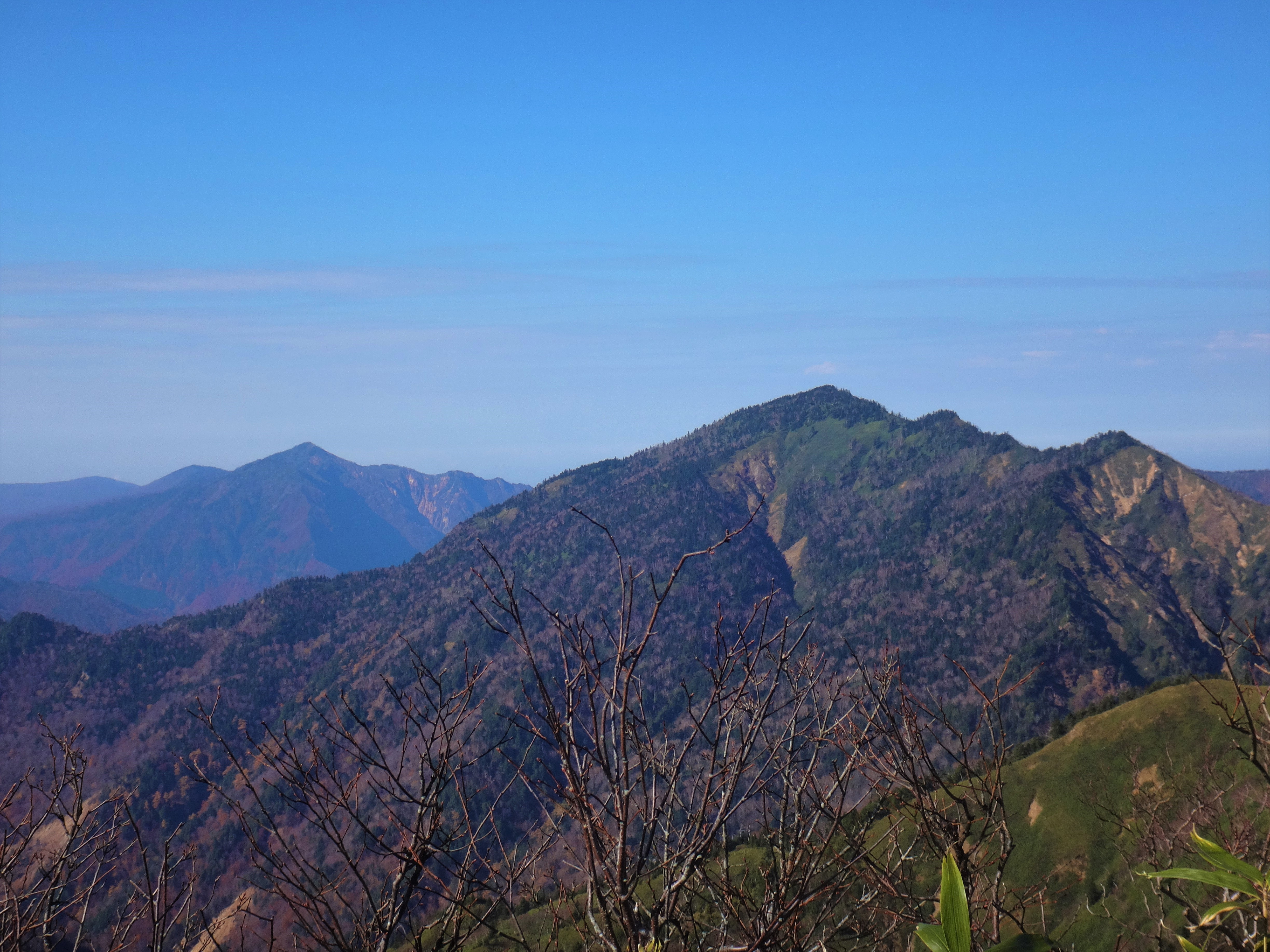
白砂山から北西に鳥甲山と佐武流山を望む

## 近隣の山
- 三国山
- 苗場山
- 佐武流山
- 鳥甲山
- 岩菅山
- 八間山
- 堂岩山
- 平標山